# Juan Gómez de Navas
Juan Gómez de Navas, a veces también como Juan de Navas o Juan Gómez, (fl. 1644-1689) fue un compositor y maestro de capilla español.
La biografía de este compositor resulta extremadamente complicada, ya que los Gómez de Navas fueron una familia de músicos originaria de Calatayud con los nombres de Francisco, Juan y Juan Francisco. Francisco Gómez de Nava era el patriarca de la familia, jardinero mayor en la Huerta Real de la Priora. Sus hijos fueron Francisco Gómez de Navas, posiblemente el primogénito, y Juan Gómez de Navas, el titular de este artículo. A Juan se le conocen tres hijos, Juan Francisco Gómez de Navas y Sagastiberri, Teresa y María. Es de entender que, teniendo en cuenta que en la época no se usaba siempre el nombre completo y que existía una tendencia a saltar el apellido «Gómez», resulta muy difícil distinguir la trayectoria de estos músicos. La biografía de Juan de Navas está irremediablemente confundida con la de su hijo, Juan de Navas.
También hay un músico «Juan de Navas» activo en la Catedral de Sigüenza, que no debe confundirse con este.

## Vida
Se desconoce el lugar y la fecha de nacimiento de Juan Gómez de Navas. Lo único que se conoce es que era hijo de Francisco Gómez de Navas y su esposa, María de la Concepción. Tampoco hay noticias sobre su formación musical.Las primeras noticias que se tienen son del 23 de octubre de 1644, cuando se casó con Teresa de Sagastiberri en Calatayud. En esta ciudad tuvo a su hijo, Juan Francisco Gómez de Navas y Sagastiberri, el 23 de octubre de 1647.
Existen varias cartas fechadas en Calatayud en 1649 que Gómez de Navas envió al maestro de capilla a la Basílica del Pilar de Zaragoza, Urbán de Vargas. Urbán de Vargas había sido él mismo maestro de capilla de la Colegiata de Santa María de Calatayud entre 1637 y 1638, lo que es posible que fuera el origen de la relación entre ambos. Las cartas son los habituales intercambios de información, opiniones y música entre maestros de capilla de iglesias españolas. En este caso, se muestra la estrecha relación entre Calatayud, Zaragoza y Madrid.
Las cartas dan a indicar que Gómez de Navas era maestro de capilla de la Colegiata de Santa María de Calatayud, ya que en una de las cartas fechada el 22 de noviembre de 1649 solicitaba a Vargas un villancico de Navidad o de Reyes «para mi fiesta de Nochebuena» y a cambio envía una letra de villancico, seguramente escrita por él mismo.

Ya sale señores la flor de las flores,

En este día señores,

Háganse fiestas al rey celestial,

Tened, tened, cuánto va que os tiro la vara del rey,

Ya que fiestas ha de haber y

El cielo mi agravio ve.

Hay noticias de que una hija de Juan Gómez de Navas, María Gómez de Navas, fallecía el 25 de julio de 1659. Estaba viviendo en el Huerta Real de la Priora, en casa de su abuelo Francisco. En 1668 solicitaba una merced para otra de sus hijas, Teresa:

Madrid, 7 de mayo de 1668
D. Juan Gómez de Navas, criado de Vuestra Majestad, maestro en su Real Capilla dice que su padre Francisco Gómez de Navas sirvió a su Majestad, que esté en el cielo, de jardinero mayor en la Huerta Real de la Priora cuarenta y siete años con grande puntualidad y cuidado. Y su abuelo sirvió, al señor D. Felipe III, veinticuatro, y un tío suyo, más de dieciocho, y él, que sirve a Vuestra Majestad, más de trece años. Y hoy no se halla con merced alguna en recompensa de tantos servicios, hallándose con las obligaciones de mujer y cuatro hijos sin los medios posibles para ayudar al sustento necesario de tanta familia como tiene.
Suplica a Vuestra Majestad humildemente haga merced del goce que a su padre tenía para Doña Teresa Gómez de Navas, su hija, para ayudar a remediarla y ponerla en estado por ser sumamente pobre y necesitada, y para que Vuestra Majestad sea informada de la verdad mande se remita este memorial al marqués de Malpica, para que como jefe y superintendente de obras y bosques informe y consulte a Vuestra Majestad.

De la carta hay que destacar que en 1668 Juan de Gómez Navas se denomina maestro de capilla de la Capilla Real de Madrid , uno de los cargos más importantes a los que podía aspirar un músico español. La información resulta problemática, ya que en 1637 había sido nombrado para el magisterio de la Capilla Real Carlos Patiño y este permaneció en el cargo hasta 1675. Mientras tanto, su segundo era Francisco de Escalada. Patiño solicitó en 1660 al Rey la jubilación por enfermedad, que no le fue concedida, y en 1668 dejó de componer por enfermedad. Así que es posible que Navas sustituyese al maestro en alguna ocasión por enfermedad. También es posible que Navas ocupase de nuevo el magisterio de la Capilla Real de forma interina entre 1684 y 1691, hasta que Diego Verdugo es nombrado maestro titular. Aunque Navas ocupase el cargo solo de forma interina, ello debía habilitarle a usar el título de maestro de capilla de por vida.
Juan Gómez de Navas se jubiló en 1689, por su edad y sus muchos años de servicio, fecha en la que ya llevaba algún tiempo enfermo.

## Obra
Resulta muy difícil distinguir las obras del padre y del hijo, ya que una buena parte están atribuidas a «Juan de Navas». Es de suponer que aquellas composiciones fechadas con posterioridad a 1689 pertenecen al hijo, pero las anteriores son difíciles de atribuir.
Se le atribuye el villancico Sálgase fuera del trigo (1649) a ocho voces.

[...] la obra comienza con un Romance a solo, que alterna ocho coplas en dialogo; cada dos coplas, se rematan con una Respuesta, que se inicia a dúo y culmina con el tutti, «a 8»; y se finaliza con una Responsión, a 8. El acompañamiento se anota en el manuscrito como «entablatura», sin indicaci6n alguna de instrumento concreto. A pesar de que en el Romance su línea melódica es «cantante» respecto del solista al que acompaña, en ocasiones incurre en octavas paralelas. Su función en la Responsi6n, es de «continuo» —en el sentido de que no se detiene, aunque sea realmente un «basso seguente» respecto a la musicalización polifónica—, que se trunca conscientemente en busca del efectismo (que explica el texto correspondiente) en los compases 35 a 38. Sus truncamientos en el Romance sirven a modo de signos de puntuación de la composición (comas —o respiraciones breves—, punto y coma —o respiraciones mas prolongadas—, punto final ...), delimitando las frases del texto al que acompaña. Por su parte, en la Responsión, compases 32 a 35, hay un pasamezzo oculto. Además, junto a la homorritmia predominante, véanse algunos procedimientos efectistas utilizados.
Antonio Ezquerro, Villancicos policorales aragoneses del siglo XVII (2000) pp. 11-12